# 美国护照
美国护照（英語：United States passport）是由美国政府出于国际旅行目的发放给美国公民使用的旅行证件。持有人在海外可以得到美国领事保护。护照的发放由美国国务院下属的领务局提供服务，在全美国有多处办事处和办事机构。对于身处海外的公民所提出的护照申请，由当地美国大使馆或领事馆转回到护照中心。美国护照符合国际民航组织（ICAO）各项建议规范（例如尺寸大小、内容、布局、使用技术等）。
美国国务院也发放护照卡，其只对于通过陆路和海路（不包括航空）在美国与加拿大、墨西哥、百慕大和加勒比海目的国之间旅行的美国人有效。由于护照卡不符合国际民航组织建议规范，因此其不是护照。
美国公民即使没有护照（例如护照遗失或被偷窃），但如果能通过其他管道證明他的美国国籍身份（例如验证相关的身份資料），也将享有与公民一样的领事保护并得以公民身份进入美国。

## 历史

### 早期
美国领事官员曾经在美国独立战争（1775年－1783年）期间向十三个州的公民发放过旅行证件。战争期间的美国外交事务部也曾经这么做过，而且在邦联条例生效期间还继续发放过护照。这种护照只是简单的一页纸，上面写有对持有人的描述，有效期为三到六个月。当时的驻法国公使本杰明·富兰克林参考他见过的法国护照採用的设计签发了美版护照。
1789年7月，外交事务部并入依据宪法成立的联邦政府。同年9月部门更名为国务院，负责处理对外关系和发放护照，直到19世纪中葉前还负责多项国内事务。
从1789开始，美國護照在其后的几十年裡不仅是国务院可以签发，也可以由各州和城市发放，甚至是公证人。由国务院以外的官方机构签发的护照不合礼仪而且在海外造成混乱。一些欧洲国家拒绝承认非国务院签发的护照，除非美国领事官员为其背书。这个问题导致了国会在1856年授予国务院独家签发护照的权力。

1926年，美国引入了第III种护照。这种护照的封面是红色硬皮，封面上端有个小窗口可以显示内页的护照号码，它共有32张内页。从1941年开始护照的封面为绿色，直到1976年为庆祝美国建国两百周年封面改为蓝色。

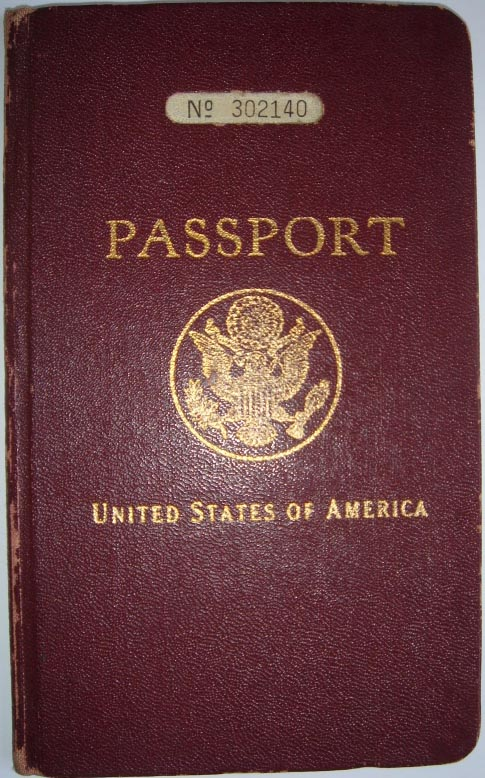
美国1930年版护照
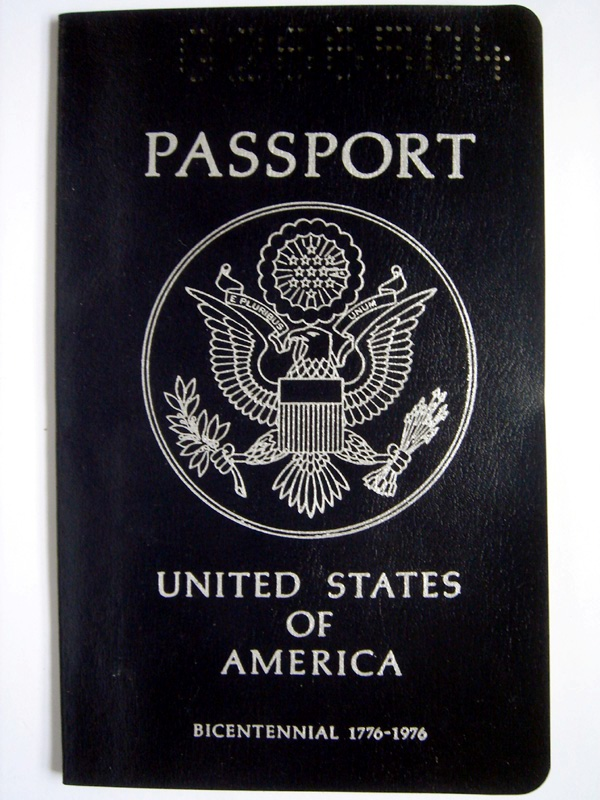
美国1976年建國200週年版护照

### 可机读护照
1981年，美国成为第一個引入可机读护照的国家。
绿皮封面的护照再次在1993年4月到1994年3月间签发，其中包括一页对本杰明·富兰克林的特别感谢页用以纪念美国领事服务200周年。
2001年，国务院开始签发使用数码照片的护照。

2005年财政年度，国务院一共签发了10,123,424份护照。

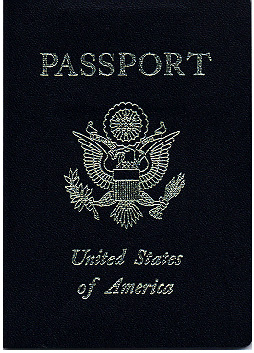
美国2001年版可机读护照封面（普通）
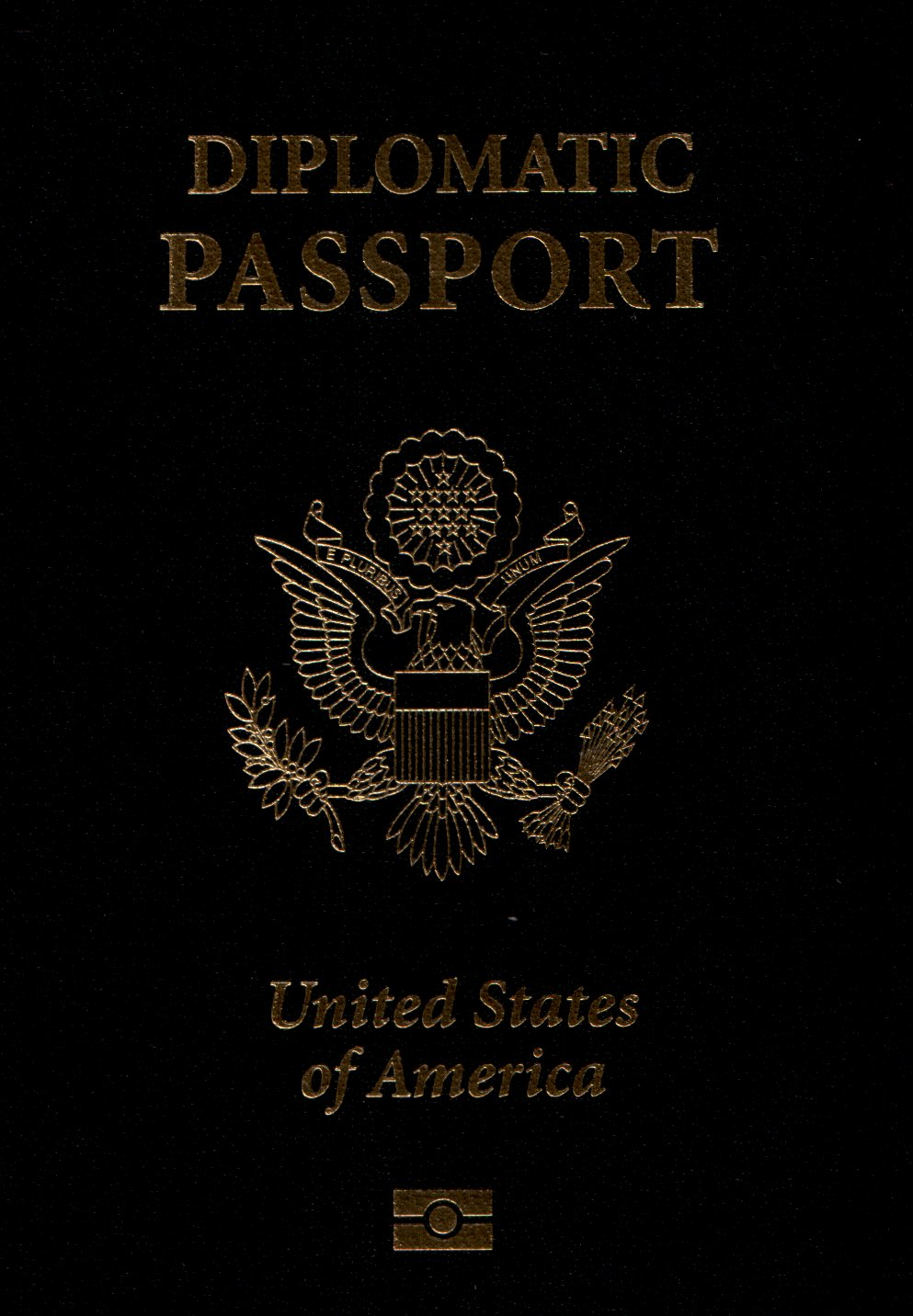
美国2001年版可机读护照封面（外交）
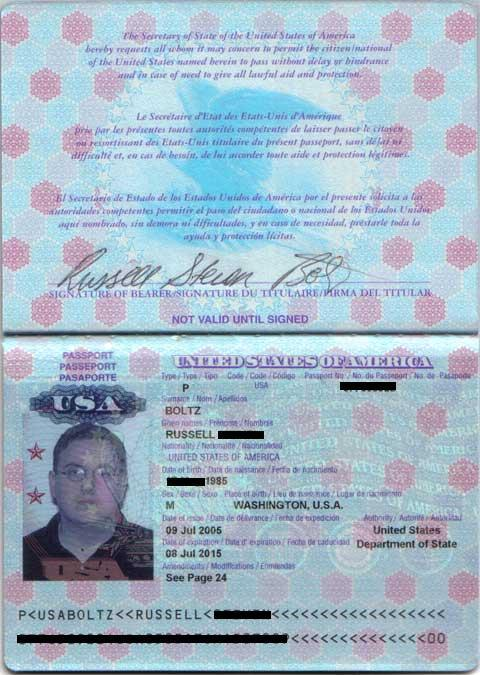
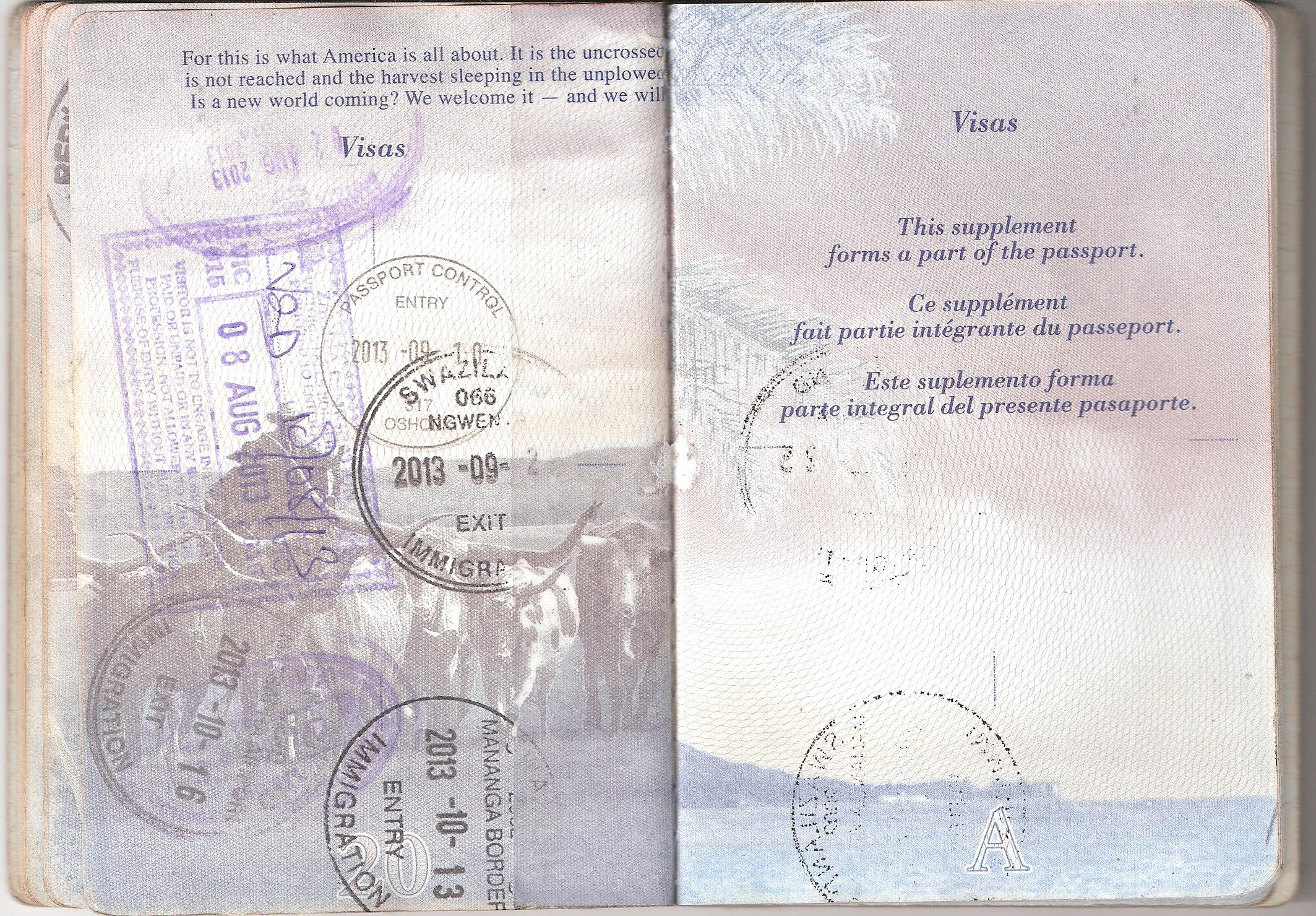
签证页上的印章

### 生物识别护照
2006年8月14日，美国国务院开始签发生物识别护照，它内置了一块射频识别（RFID）芯片，该芯片可存储护照持有人的相关个人信息（姓名、出生日期等）以及一张持有人的数码照片。芯片还保留了空间来存储一些额外的数据（例如指纹、虹膜扫描纪录）。
芯片数据可以由阅读器扫描读出，这有助于加快入境处理进程。但是因为芯片无须插入阅读器也可以被读出数据，芯片数据可能被非法读取，这引起了对隐私的担心。类似收费公路上付费时使用的芯片，护照芯片可在接近阅读器时被读取。这一特性使得秘密读取芯片成为可能，例如政府可以藉此追踪个人行踪或是辨别一起罪案中的疑犯。
虽然护照的封面有特别保护，封面合上时数据读取变得很困难，而且芯片有接入控制和加密机制，但是当护照打开时这些特性都会失效，例如当护照放在旅馆、银行或者是一间网络咖啡屋使用的时候。

国务院声称截至2006年底，所有新签发的常规护照将包括这种芯片，但实际上是自2007年8月起实行的。所有签发的非电子常规护照有效期均至2017年8月1日。

2007年版美国生物识别护照
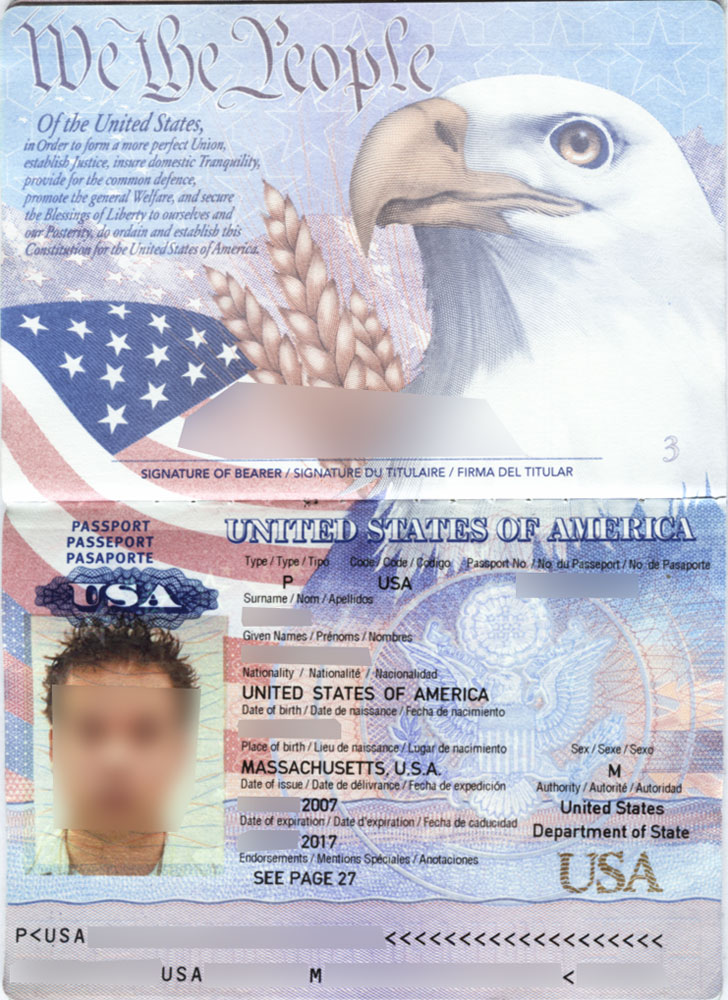
个人信息页
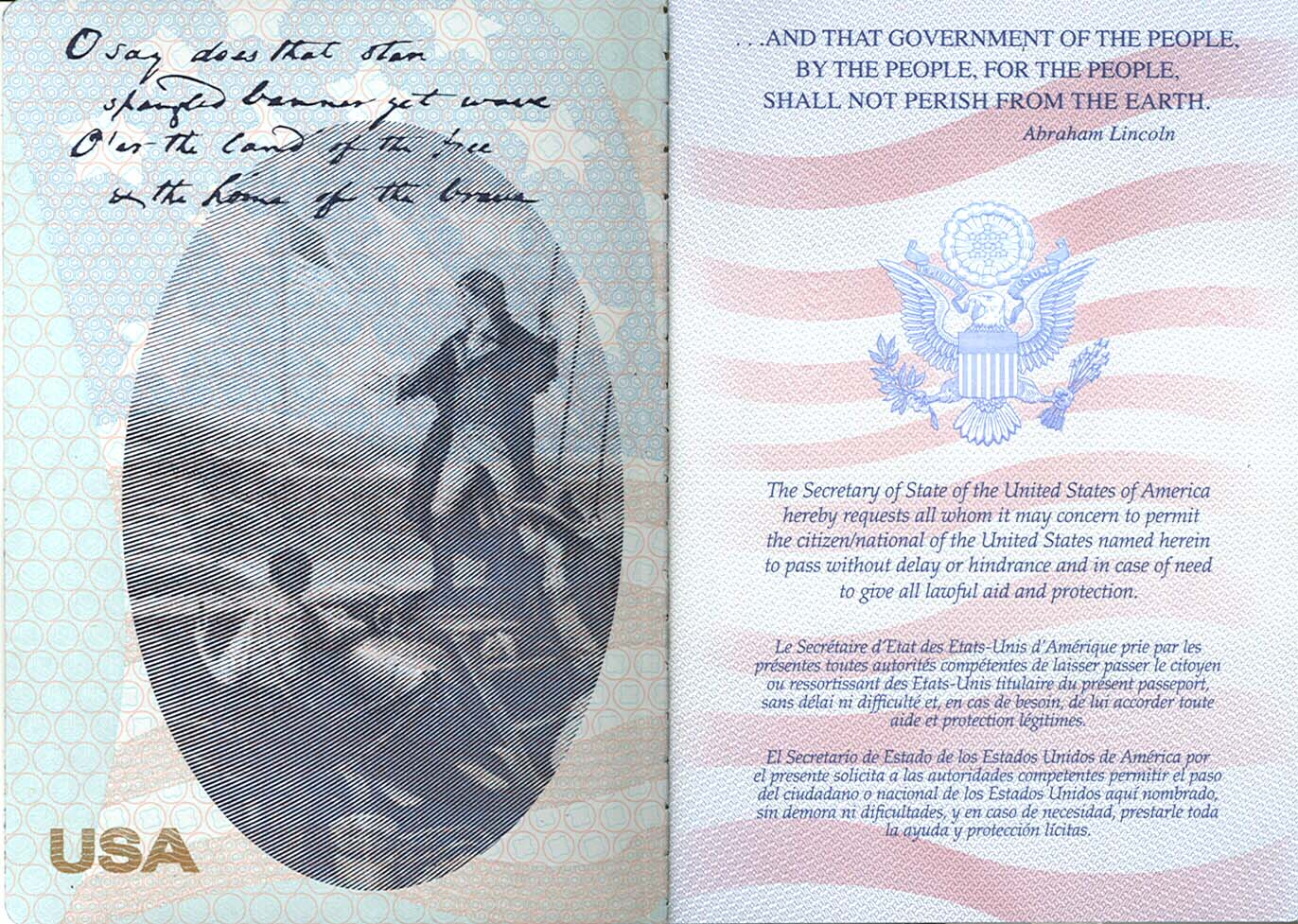
声明页
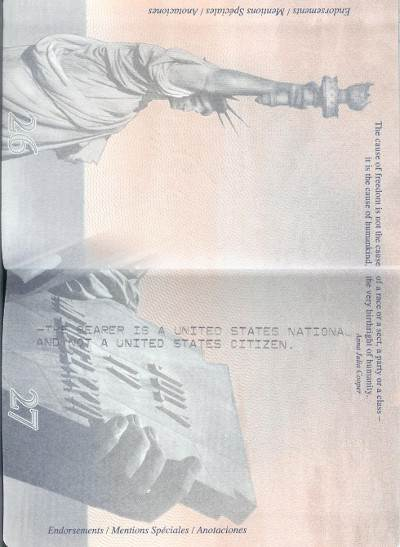
备注页，其上标有说明以示持有者的非美国公民身分（为美国国民）
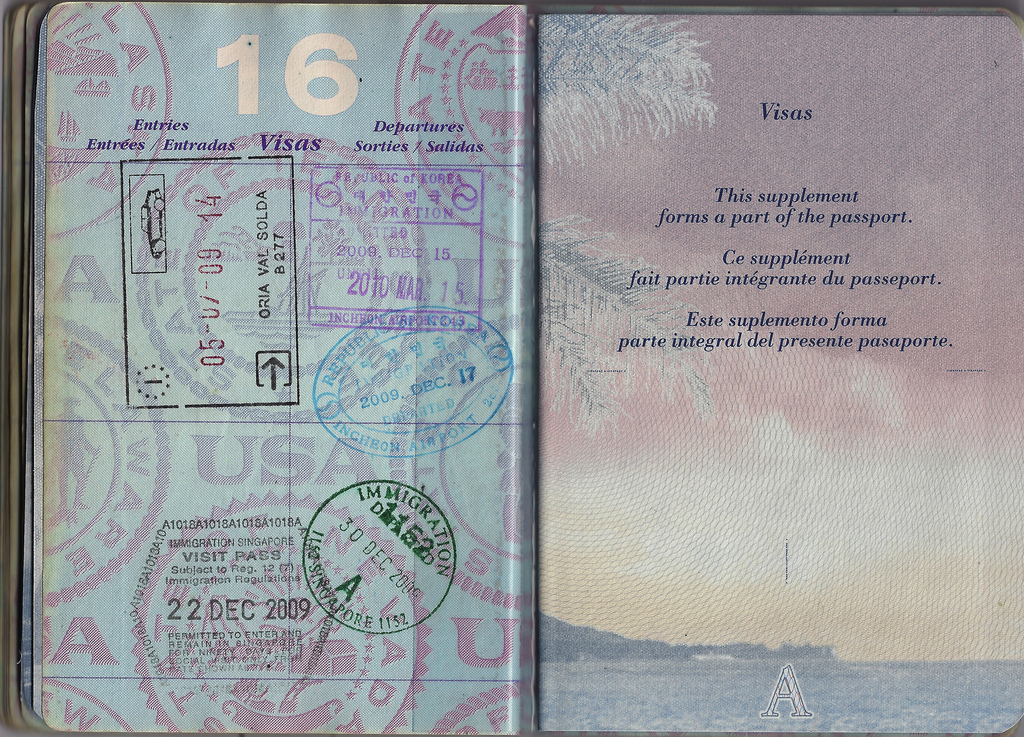
签证页上的印章

### 21版护照
美国国务院已宣布将于2021年3月起开始签发下一代护照。新版护照将在信息页上嵌入一个由聚碳酸酯涂层保护的数据芯片；这将有助于防止护照被弄湿和弯曲，此外，新版护照也增加了防盗功能，如果护照被盗，其内置芯片将防止小偷窃取个人信息和伪造身分。护照号码也将被激光切割成穿孔，通过页面逐渐变小。此外还包括其他一系列安全措施和艺术设计升级。
2021年6月，美国国务卿安东尼·布林肯宣布，计划为美国护照持有者提供在护照上选择第三种性别类别的选项，但需要时间才能实施。此外，更改性别的申请人将不再需要提供法院命令或医疗证明等外部文件。据报道，曾于2015年起诉国务院未签发带有非二元性别标记的护照的达娜·兹伊姆于2021年10月获得了第一本带有“X”性别标记的美国护照。2022年4月11日，“X”被添加为所有申请人的性别选项。在特朗普第二届政府通过行政命令宣布联邦政府仅承认受孕时指定的二元性别后，带有“X”标记的护照于2025年1月暂停签发。

## 护照类型

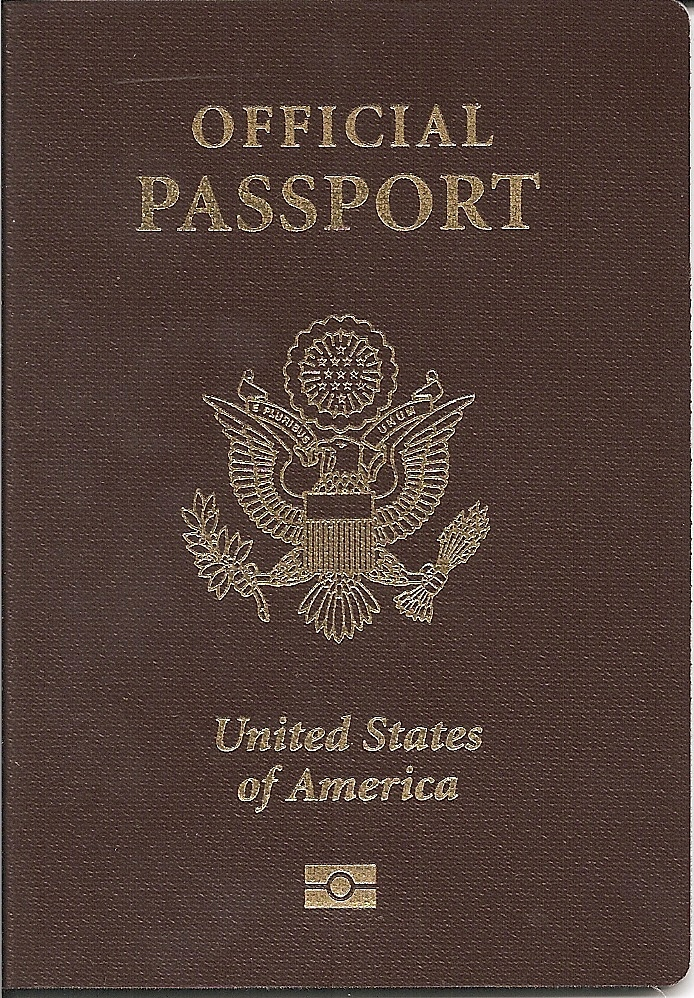
美国生物识别护照（公務）封面

外交护照（黑色封面）发放给美国任命的海外外交官，或是那些居住在美国但由于外交公务频繁出访海外的人，签发之日起最长有效期为5年。
公务护照（栗色封面）发放给担任美国政府海外雇员（包括长期或临时）的美国公民以及他们的家属，还有由于公务出访海外的国会成员。签发之日起最长有效期为5年。
旅行护照／普通護照（蓝色封面）发放给公民和国民的普通旅行护照。16岁及16岁以上者有效期为10年，15岁及15岁以下者有效期为5年。其中有个特例是发放给驻扎海外美国军事区的公民家属的“免费”护照，这类护照包括特有的背书并且和公务护照一样在个人旅行上受到限制，而且“免费”护照的有效期较短，通常为最长5年而不是10年。
加急护照发放给那些证件被窃，出错或破损的海外旅行者。有效期直到其再次进入美国境内，可由附近的美国大使馆或领事馆签发。

## 美国“非公民”国民护照
與英國國籍法不同，美國國籍法不存在类似英國海外領土公民護照，英國國民海外護照，英國海外公民護照，的所谓「美国海外領土公民護照」，「美國國民海外護照」和「美國海外公民護照」。根据美國国会法案，在波多黎各、美属维尔京群岛、关岛和北马里亚纳群岛出生的居民都是美国公民國籍享有美国政府法律各種权利和政府社會福利，包括申请美国护照的权利。（生活在这些美国海外领土上的美國公民没有权利在美國国会和美國总统选举中投票完全是因为其所居住的美国海外领土，这些美国海外领土的美国公民移居到美国国內就可拥有投票权；与之相对地，美国五十州的美国公民移居到这些美国海外领土就失去联邦职位的投票权。）
在美属萨摩亚出生的居民是被認定是美国国民（USA National），而不是美国公民（USA Citizen）。虽然不拥有投票权，但是與美国公民一样擁有美国永久性居留权，永久性工作权，任職政府公務員，參選市長，參選州長，加入軍隊，容許擁有雙重國籍（必須要向政府申報），和身在外国擁有美國領事保護，領事支援服務的各種權利。因此美属萨摩亚的美国国民使用和美国公民一样的护照。事实上非美国公民的國籍美国国民在美国很常见，因此国务院基于成本和安全因素考虑发放给美属萨摩亚居民标准的美国护照作为其身分证明文件，而不是美国法律允许的“非公民分”证明文件。然而，这些美国护照是由“此护照持有人是美国国民，並非美国公民。”条文所背书的。美國國民可循歸化途徑獲得美國公民身分，與美國永久居民申請美國公民身分的程序和條件相若。
歷史上這種美國國民身分曾經受到司法的挑戰。2016年華盛頓特區巡迴上訴法院判定美屬薩摩亞並不符合美國憲法第14修正案中的「出生於美國...為美國公民」條款，故此出生在該地的居民“是美國國民，而非美國公民”。
2021年第10巡迴上訴法院的判決亦確認以上原則，推翻了先前較低級法院認定美屬薩摩亞居民是美國公民的判定。2022年，美國最高法院拒絕受理此案，認為此項爭議應以政治而非司法方式解決。

## 第二本护照
国务院长期实行的政策都是所有人都不应拥有超过一本的有效美国护照。但是，作为特例，国务院可在特定的条件下簽发第二本护照。例如护照延期的处理受到耽擱，或是出于安全理由，例如在以色列和拒绝曾经前往以色列的人士入境的国家之间旅行。第二本护照的有效期为不超过4年。此外，外交护照、公务护照和其他“免费”护照持有人也可以同时持有旅行护照。

## 外观
美国护照是暗蓝色（例外的情况见前述），美国国玺印在封面中央。英文单词“PASSPORT”铭刻于国玺上方，“United States of America”在国玺下方。特别的，像其他国家一样“电子护照”的封面在最下方印有生物识别标志。标准美国护照包括24张内页，商务和其他频繁旅行者可以免费申请52页的护照，取消了可以增加额外的签证页的政策。（页面存档备份，存于）

### 個人資料頁
- 护照持有人照片
- 护照类型（P）
- 国家代码（USA）
- 护照编号
- 姓氏
- 名字
- 国籍
- 出生日期
- 出生地
- 性别
- 护照签发日
- 签发机构
- 有效日期
- 背书

信息页的頁末為机读区。

### 护照声明

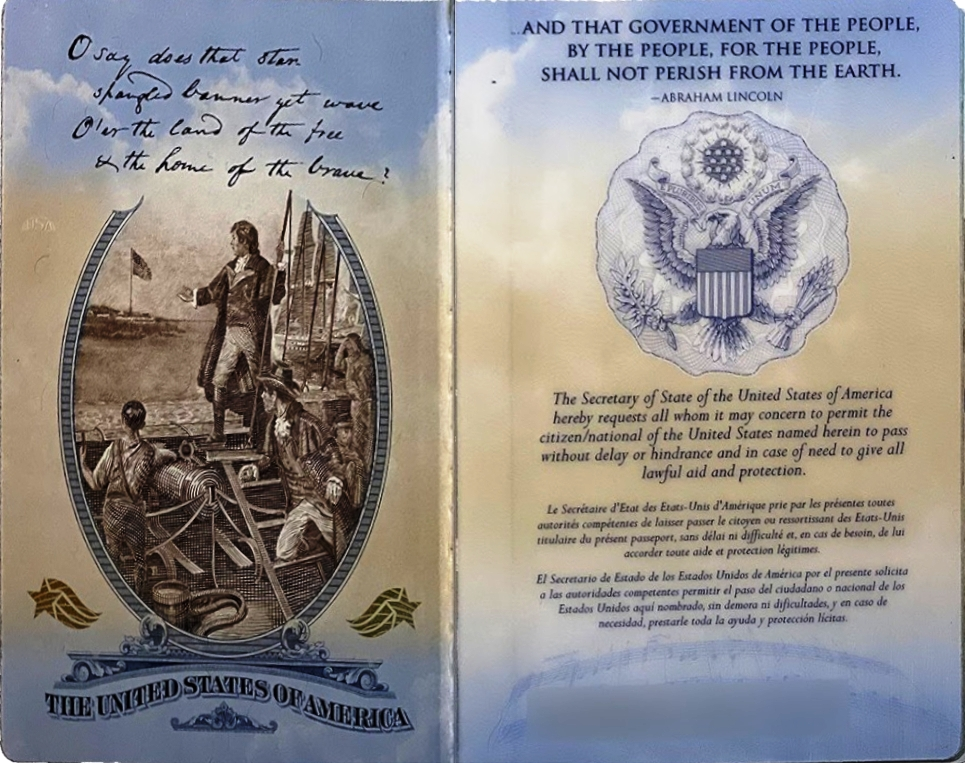
2021年版美国电子护照请求页

护照包含一个签发国的声明，用来知会其他所有国家，证明持有人为一国公民身分并且请求允许过境，同时享有国际法所规定的待遇。此声明先用英语写出，接着用法语重复，最后则是最近增加的有较多国家使用的西班牙语。美国护照内的声明如下：
英语版本：
The Secretary of State of the United States of America hereby requests all whom it may concern to permit the citizen/national of the United States named herein to pass without delay or hindrance and in case of need to give all lawful aid and protection.
法语版本：
Le Secrétaire d'État des États-Unis d'Amérique prie par les présentes toutes autorités compétentes de laisser passer le citoyen ou ressortissant des États-Unis titulaire du présent passeport, sans délai ni difficulté et, en cas de besoin, de lui accorder toute aide et protection légitimes.
西班牙语版本：
El Secretario de Estado de los Estados Unidos de América por el presente solicita a las autoridades competentes permitir el paso del ciudadano o nacional de los Estados Unidos aquí nombrado, sin demora ni dificultades, y en caso de necesidad, prestarle toda la ayuda y protección lícitas.
中文語意：

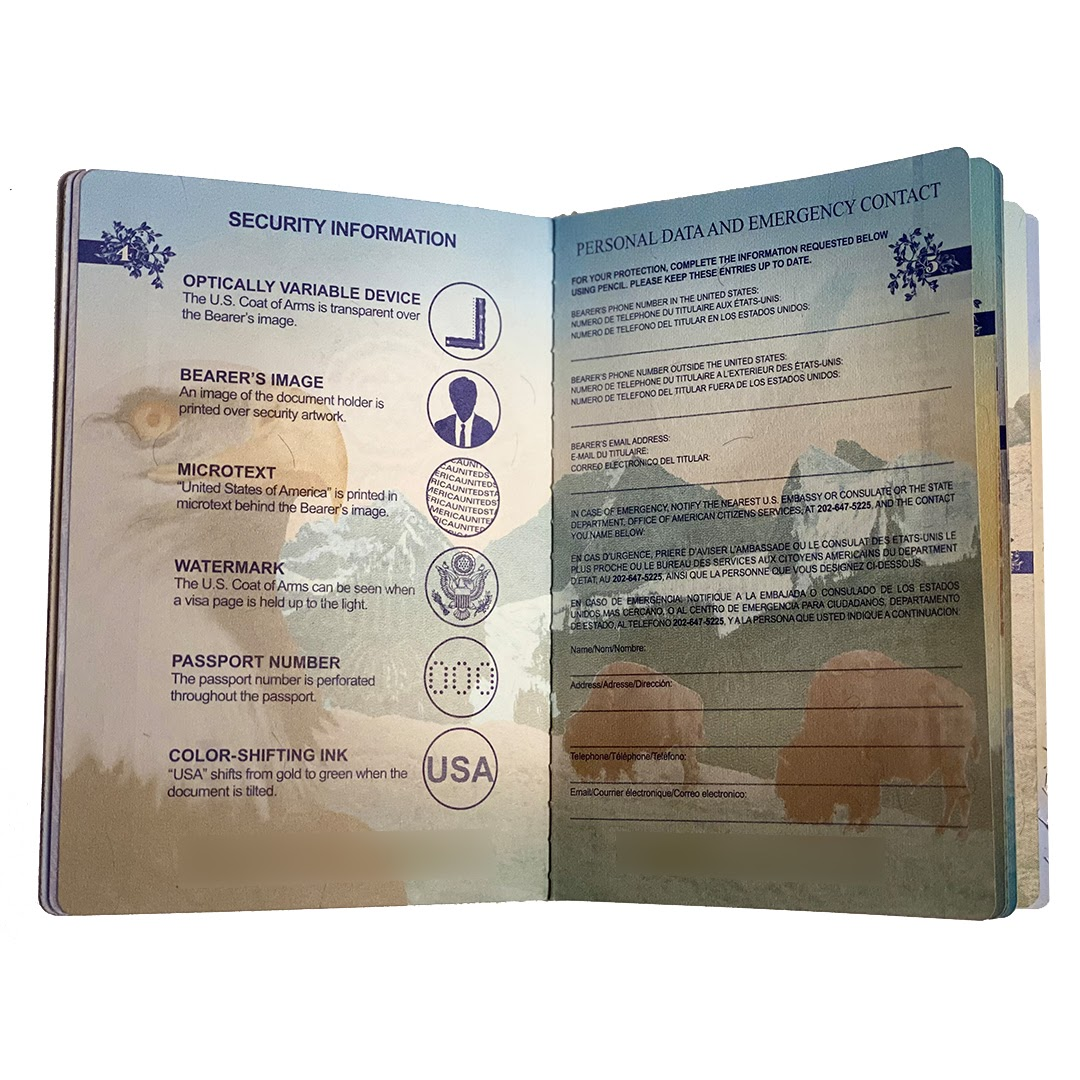
2021年版美国护照紧急信息页

美利堅合眾國國務卿特此请求各相關方准予該位美国公民／国民通行，不受阻礙或耽擱，并在需要时儘量给予法律援助和保护。
- 注：声明中使用“公民／国民”是因为美属萨摩亚和斯温斯岛的居民是美国国民但不是美国公民，他们使用与美国公民同样的护照。

### 语言

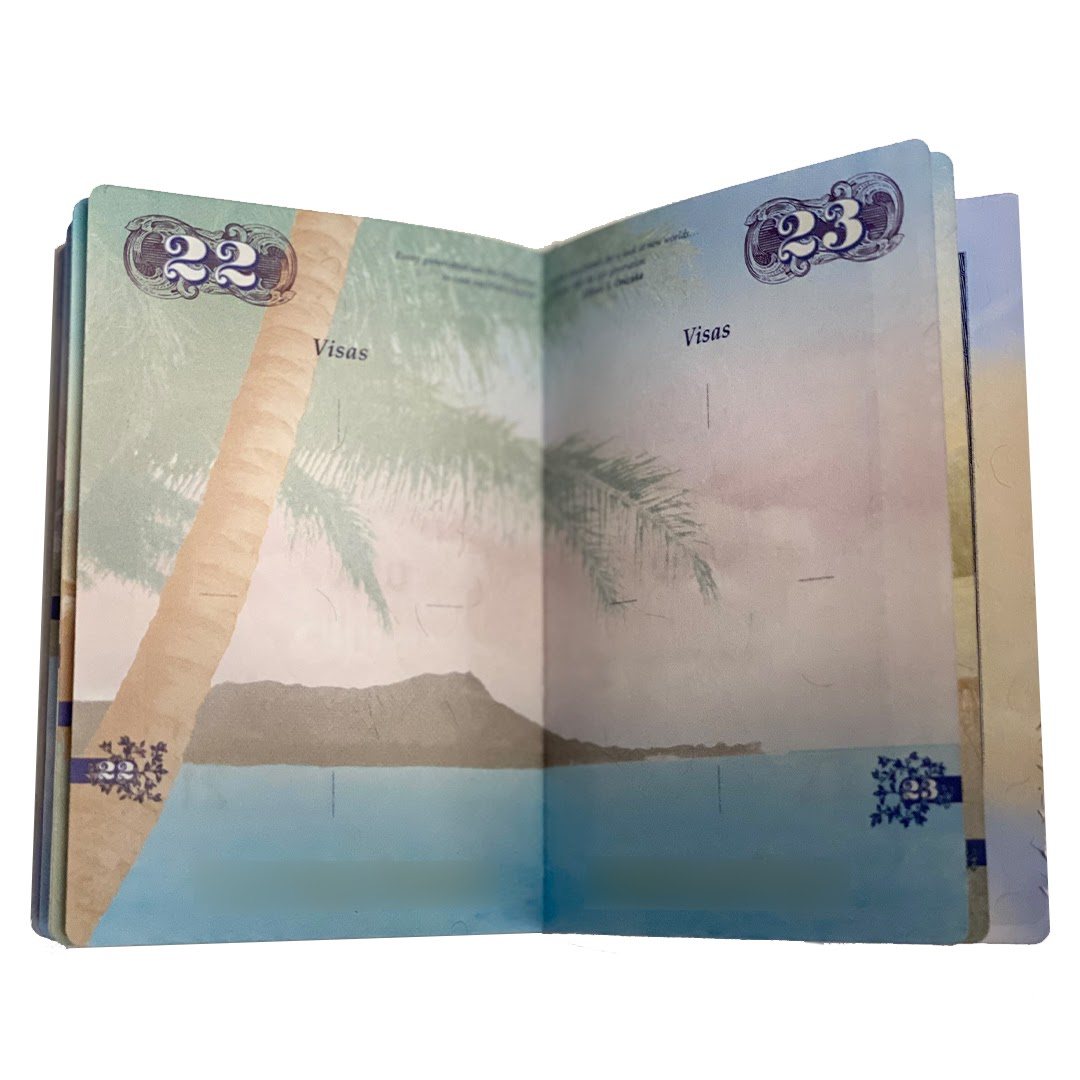
2021年版美国护照签证页

数据页的名字栏、请求入境的声明、在第二页上对持有人获得签证所承担义务的警告、签证页中“入境”和“出境”栏，以及在最后页的“修正案和背书”现在都是用英语、法语和西班牙语印出的。在早期的护照中则只用英语和法语印出；1996年签发的美国护照也仅用英语和法语印出。
英语由于其事实上的美国国语地位总是被使用；使用法语（国际重要外交语言）是国际护照标准要求的；西班牙语是在比尔·克林顿第二任总统任期内增加的，用以承认使用西班牙语的波多黎各；这一转变也直接承认了美国公民中西班牙语使用者的数量增加。

### 簽證頁面
2021年美國薄本護照簽證頁面，背景多為美國各景點和文化為主題，頁面背景圖案為雙頁跨頁式設計。
- 費城（第8、9頁）、五月花号（第10、11頁）、密西西比河（第12、13頁）、拉什莫尔山（第14、15頁）、美國西部山地（第16、17頁）、平原農業（第18、19頁）、平原牛仔（第20、21頁）、夏威夷（第22、23頁）、第一條橫貫大陸鐵路（第24、25頁）、自由女神像（第26頁，不含封底就是末頁）。

## 美国生物识别护照
美国版的生物识别护照（也被称为“电子护照”）只在非接触式芯片中保有数字图片，这增加了安全级别，但还不如欧洲版本的复杂。但是，美国护照使用的芯片足够大（64KB）以便容纳政府将来可能要求新增的生物识别个人信息。美国国务院在2006年早期发放生物识别护照给政府官员和外交官，并在2006年8月14日于科罗拉多护照办事处发放普通生物识别护照。
对于2001年晚期刚刚经受过恐怖袭击的美国来说更高的安全级别成为优先事务，更严密的安全要求边界控制上采取措施打击假冒的纸版护照。在2004年10月，美国政府印刷局（GPO）发出标书给项目最低出价者标志着这一高科技护照的生产过程开始启动，标书总额高达100万美元，包括启动、发展和测试。此项目发起的驱动力量是来自于2002年加强边境、安全及入境签证改革法（也被称为“美国边境保安法案”），其中规定这种智能卡ID将要取代签证。当外国人旅行到美国时，如果他们希望根据免签证计划（VWP）免签证进入美国，现在他们就需持有符合国际标准的可机读护照。此外如果旅行者持有在2006年10月26日及以后日前签发的有效护照同时要免签证进入美国，所持护照就必须是生物识别护照。
现在电子市场上已经有很多产品能够帮助RFID式护照持有人保护他们的护照数据。

## 美国护照卡

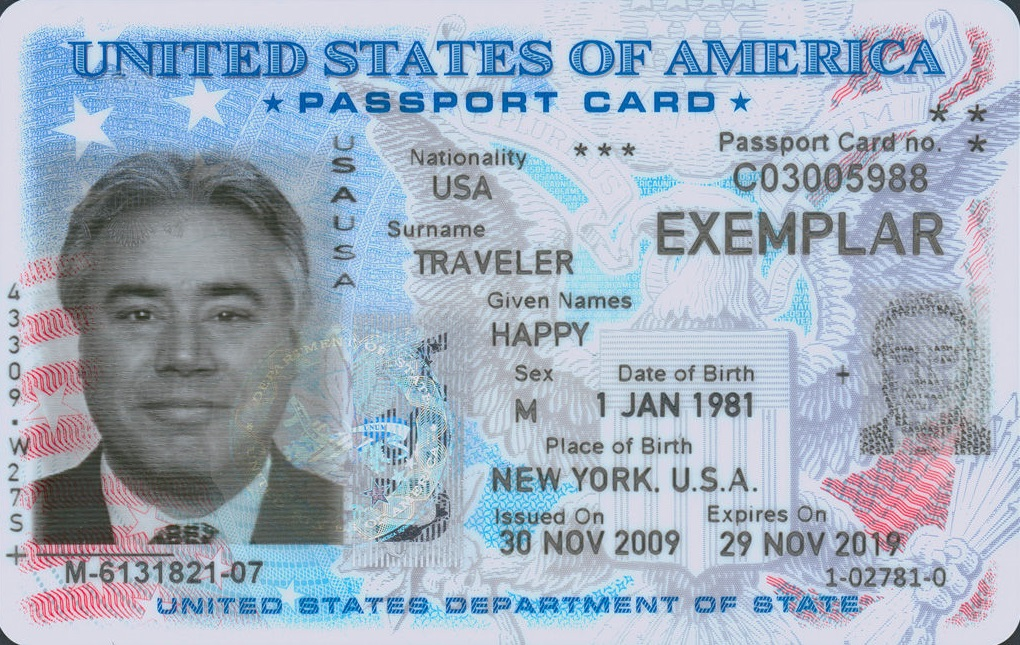
美国护照卡正面

美國护照卡，早期被称为「People Access Security Service Card」（PASS Card），是美国护照的替代品，用于满足西半球旅行计划的证件要求。美国护照卡是一个钱包大小的旅行证件，比美国护照更为方便且成本低廉。该护照卡仅签发给美国公民，可用于从加拿大、墨西哥、加勒比和百慕大的水陆口岸进入美国，但不可用于国际航空旅行。护照卡自2008年2月1日起接受申请，2008年7月起正式生效。截止至2010年3月，已有270万余张护照卡签发给了美国公民。与之类似的有欧盟国家的身分證，其在欧盟范围内也可用于国内及国际旅行。公民持护照卡，可由陆路或海路口岸进出加拿大，墨西哥和加勒比海部分国家。

## 護照出生地之登載
在美國出生者之護照登載的出生地為州名或領地名後加美國國名之縮寫（未通過組織法之領土不加）。例如：加利福尼亚州為「CALIFORNIA, U.S.A.」、波多黎各為「PUERTO RICO, U.S.A.」。在國外出生者以該出生地現在所屬之主權國家或建制屬地為主，例如出生在前苏联、前南斯拉夫、前东欧国家的也必须写出生城市所在的现在主权国家，而不可以写「苏联」（U.S.S.R.或SOVIET UNION）等。申請人亦可要求在護照出生地登載其出生城市而非國家。
美國國務院發布之外交手冊中，依據美国外交政策對護照出生地有做詳盡的規範，包含各種特殊狀況之處理。以东亚地區为例：
- 出生在台灣（含臺灣本島、澎湖、金門、馬祖等地）的美国公民，護照出生地可以選擇登載為「台灣（TAIWAN）」或「中国（CHINA）」，或者出生城市。依據1994年10月25日經比尔·克林顿總統簽署的美國國會法案103-415號（Public Law 103-415）[31]。
- 出生在香港（含英國統治時期以及移交中华人民共和国後）的美国公民，護照出生地必须登載為「香港特別行政區（HONG KONG SAR）」，不得填寫「中国（CHINA）」，並且不得依照出生城市條款僅寫「香港」。
- 出生在澳門（含葡萄牙統治時期以及移交中华人民共和国後）的美国公民，護照出生地必须登載為「澳門特別行政區（MACAU SAR）」，不得填寫「中国（CHINA）」，並且不得依照出生城市條款僅寫「澳門」。
- 出生在南千島群島爭議島嶼（現由俄罗斯統治，日本宣稱擁有主權）的美国公民，護照出生地必须登載為出生城市，不得填寫「俄罗斯（RUSSIA）」或「日本（JAPAN）」。
- 出生在西藏（現為中华人民共和国西藏自治区）的美国公民，護照出生地必须登載為「中国（CHINA）」，或者出生城市。

## 持照人签证要求
根据2025年1月8日发布的亨利护照指数，美国护照可免签证、落地签证或电子签证入境186个国家和地区，位居世界第9，与爱沙尼亚护照并列。

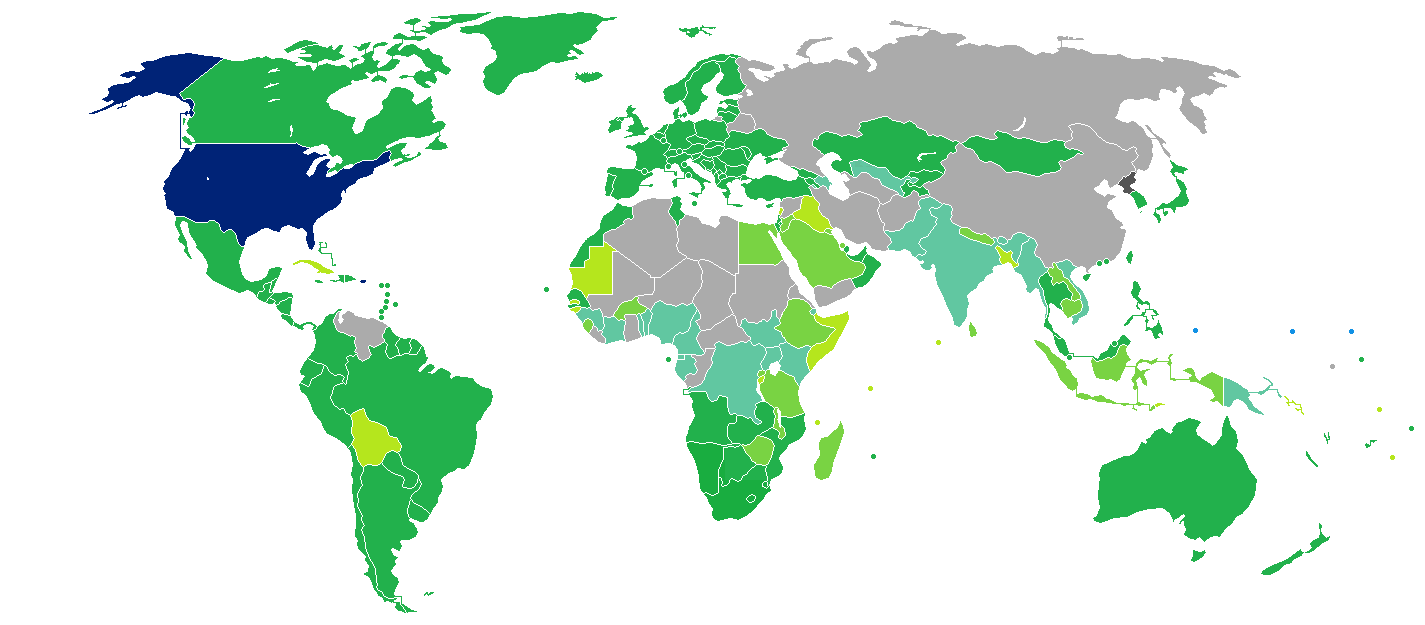
美國護照持有人可免簽證或落地簽證前往的國家或地區
美國及其海外屬地
免簽證
落地簽證
需要电子授权批准或在线支付/电子签证
提供落地签证和电子签证
需要提前申請簽證
被美国政府列为旅游黑名单的国家和地区

### 前往北韩
因美國公民人身安全問題，美國政府禁止一般美國護照持有人以該護照前往北韓（雙重國籍者使用他國護照則不受此限）。对于去北韩来说，普通美国护照是无效的。
在少量特殊情况下，需要去北韩的人，可以申请带有“特殊批准”（special validation）的美国护照。根据不同情况，这种护照有效期为一年或两年，且持证人在有效期内可以一次或多次前往北韩。